# Nansenia macrolepis
Nansenia macrolepis är en fiskart som först beskrevs av John Dow Fisher Gilchrist 1922.  Nansenia macrolepis ingår i släktet Nansenia och familjen Microstomatidae. Inga underarter finns listade i Catalogue of Life.